# Hodiny (opera)
Hodiny (anglicky The Hours) je opera amerického hudebního skladatele Kevina Putse z roku 2022. Libreto opery Hodiny napsal Greg Pierce na námět knihy Michaela Cunninghama: Hodiny a na námět filmového zpracování tohoto románu.
Opera ukazuje paralelní osudy tří žen v průběhu jednoho dne, jedná se o život spisovatelky Virginie Woolf v roce 1923, kdy psala román Paní Dallowayová a dále osudy dvou fiktivních postav: Laury Brown, která v roce 1949 tento román čte, a Clarissy Vaughan v roce 1999, která prožívá paralely s tímto románem.

## Vznik díla
Myšlenu napsat operu na toto téma navrhla Kevinovi Putsovi sama Renée Fleming. Operu u něj objednala Metropolitní opera. Opera byla komponována pro konkrétní představitelky hlavních rolí: Renée Fleming, Kelli O'Hara a Joyce DiDonato.

## První uvedení
Dílo bylo poprvé uvedeno koncertně dne 18. března 2022 ve Verizon Hall v Kimmel Center for the Performing Arts ve Filadelfii v provedení Philadelphia Orchestra pod taktovkou Yannicka Nézet-Séguina.Titulní role zpívaly Renée Fleming, Jennifer Johnson Cano a Kelli O’Hara.
Scénickou premiéru měla opera v Metropolitní opeře v New Yorku dne 22. listopadu 2022. Dirigentem premiéry byl opět Yannick Nézet-Séguin, současný hudební ředitel této opery. Režisérem představení byl Phelim McDermott.

## Osoby a obsazení
Osoby a obsazení během premiéry 22. listopadu 1922 v pořadí jak přicházejí na scénu.
| osoba                   | hlasový obor | interpret               |
| ----------------------- | ------------ | ----------------------- |
| Clarissa Vaughan        | soprán       | Renée Fleming           |
| Sally                   | mezzosoprán  | Denyce Graves           |
| Muž pod obloukem        | kontratenor  | John Holiday            |
| Walter                  | tenor        | Tony Stevenson          |
| Virginia Woolf          | mezzosoprán  | Joyce DiDonato          |
| Leonard Woolf           | tenor        | Sean Panikkar           |
| Barbara                 | soprán       | Kathleen Kim            |
| Laura Brown             | soprán       | Kelli O'Hara            |
| Dan Brown               | basbaryton   | Brandon Cedel           |
| Richie                  | dětská role  | Kai Edgar               |
| Richard                 | basbaryton   | Kyle Ketelsen           |
| Julian                  | dětská role  | Atticus Ware            |
| Quentin                 | dětská role  | Patrick Scott McDermott |
| Angelica                | dětská role  | Lena Josephine Marano   |
| Nelly                   | mezzosoprán  | Eve Gigliotti           |
| Kitty                   | soprán       | Sylvia D’Eramo          |
| hotelový zřízenec       | kontratenor  | John Holiday            |
| Louis                   | tenor        | William Burden          |
| Vanessa                 | soprán       | Sylvia D’Eramo          |
| paní Latch              | soprán       | Kathleen Kim            |
| sbor Metropolitní opery |              |                         |

### Galerie

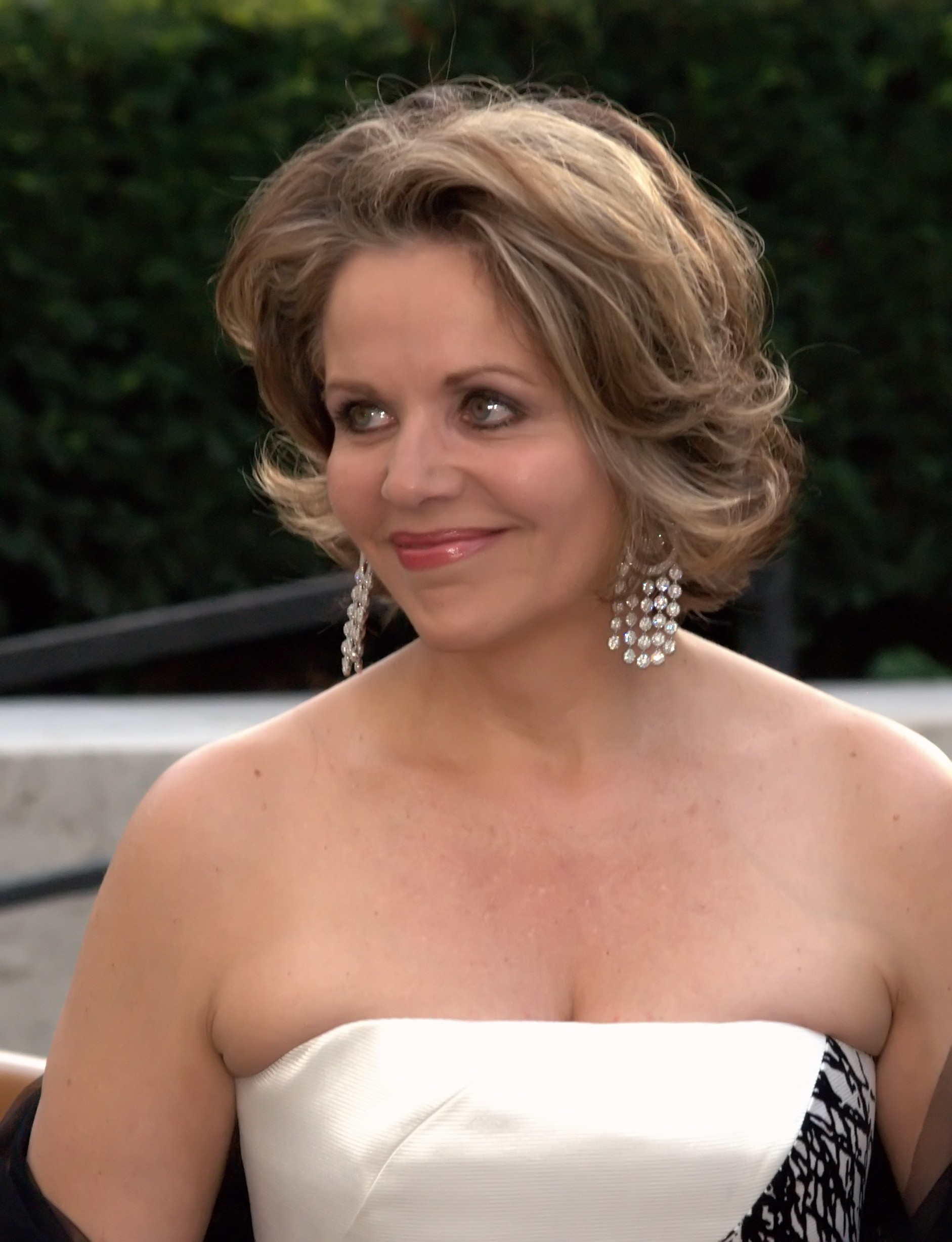
Renée Fleming, představitelka Clarissy Vaughan
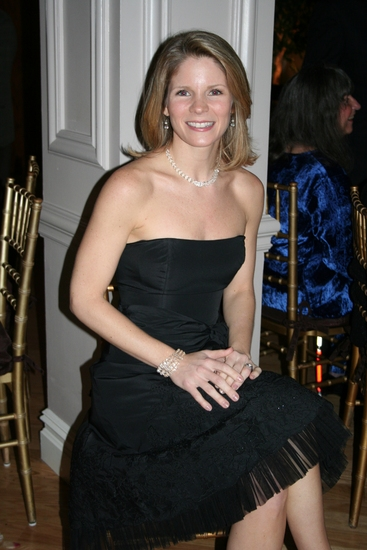
Kelli O'Hara, představitelka Laury Brown
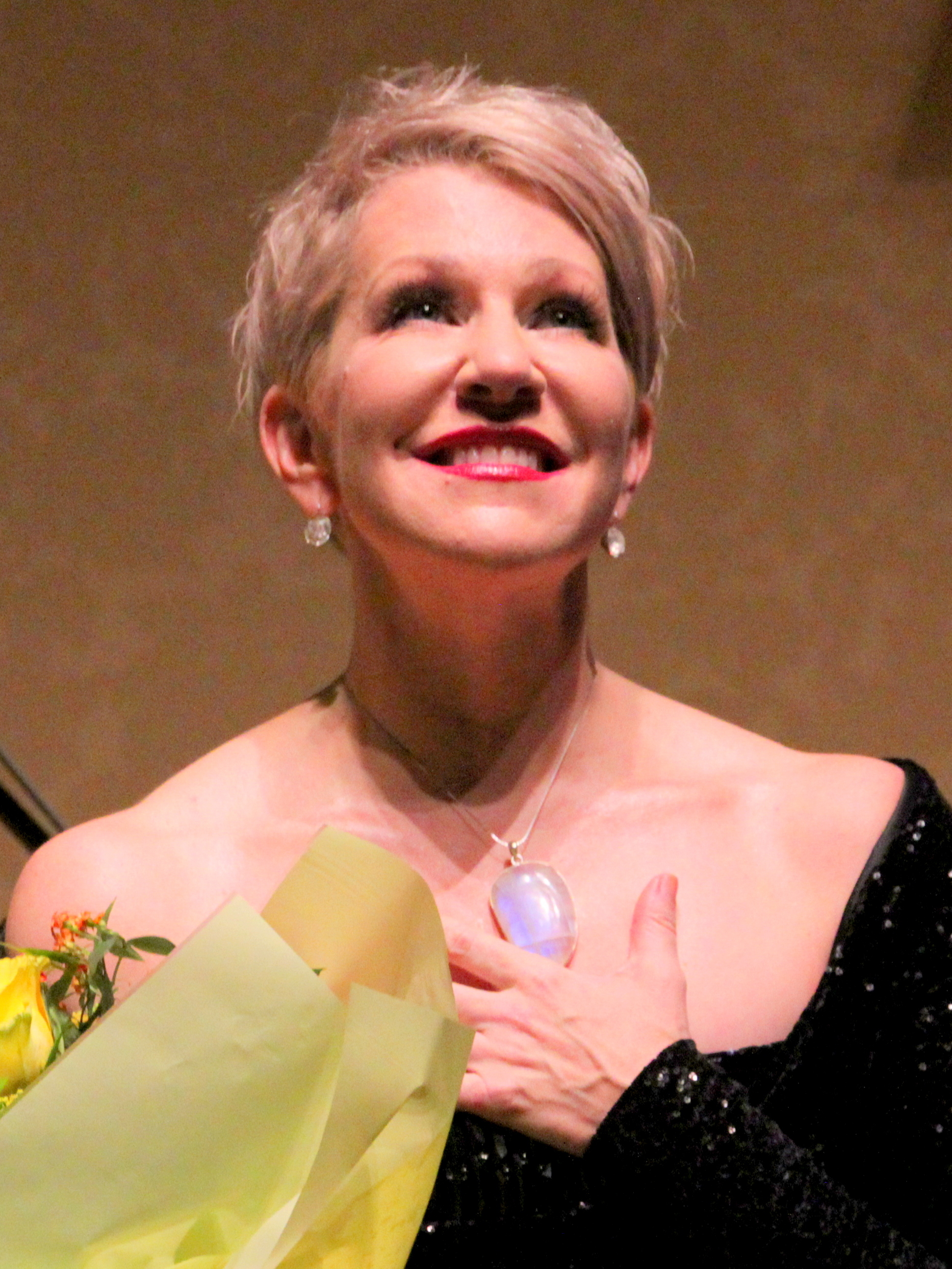
Joyce DiDonato, představitelka Virginie Woolfové

## Obsah opery

### Místo a čas děje
Příběh opery se odehrává během jednoho dne a to v roce 1923 na londýnském předměstí Richmond, v roce 1949 na předměstí Los Angeles a na konci 20. století v New Yorku.

### První dějství

Washington Square Arch, jedno z míst děje opery.

Úvodní sbor zpívá variace na první věty románu Virginie Woolfové Paní Dallowayová.
Opera začíná v roce 1999 v New Yorku. Clarissa Vaughan se svou partnerkou Sally připravují večírek pro Clarissina přítele, spisovatele Richarda, který je nevyléčitelně nemocný syndromem získaného selhání imunity. Clarissa jde koupit květiny, cestou nejprve slyší zpěv zpěváka pod obloukem. Poté potká spisovatele Waltera, kterého zapomněla pozvat na večírek. V obchodě s květinami si Clarissa uvědomuje, že touží po lásce majitelky obchodu, bývalé zpěvačky Barbary. Po návratu domů Clarissa zjišťuje, že se Richard cítí zle. Nazývá svou přítelkyni paní Dallowayová, s čímž Clarissa nesouhlasí, protože považuje tuto knihu za tragickou. Clarissa odchází domů, kde se setkává se Sally, která se chystá na večírek. V Clarissině mysli se ale vynořují zásadní pochyby a vrací se k Richardovi.
Virginia Woolf začíná v roce 1923 psát svůj román Paní Dallowayová v domě na londýnském předměstí Richmond. Pozoruje svého manžela a je jí líto, že musí trpět její nerozhodnost. Současně touží po životě v kulturním centu Londýna. V rozhovoru s kuchařkou Nelly přichází s myšlenkou, že někdo po dni plném radosti spáchá sebevraždu. Nelly odpoví, že si to představit dovede, ale že odpoledne má přijít na návštěvu Virginina sestra Vanessa s dětmi. Virginia po tomto sdělení odchází z domu nazdařbůh.
Třetí příběh je příběh Laury Brown z roku 1949. Těhotná Laura ráno v posteli čte román Paní Dallowayová. Nechce se setkat ani s manželem Danem ani se synem Richiem. Je den Danových narozenin. Laura se pouští se synem Richiem do přípravy narozeninového dortu pro Dana. Přichází sousedka Kitty a Laura k ní cítí náklonnost. Kitty ale Lauřin vztah neopětuje. Chystaný dort se mezi tím spálil. Laura jej hodí do odpadků a syna svěřuje do péče chůvě a odjíždí nazdařbůh.

### Druhé jednání

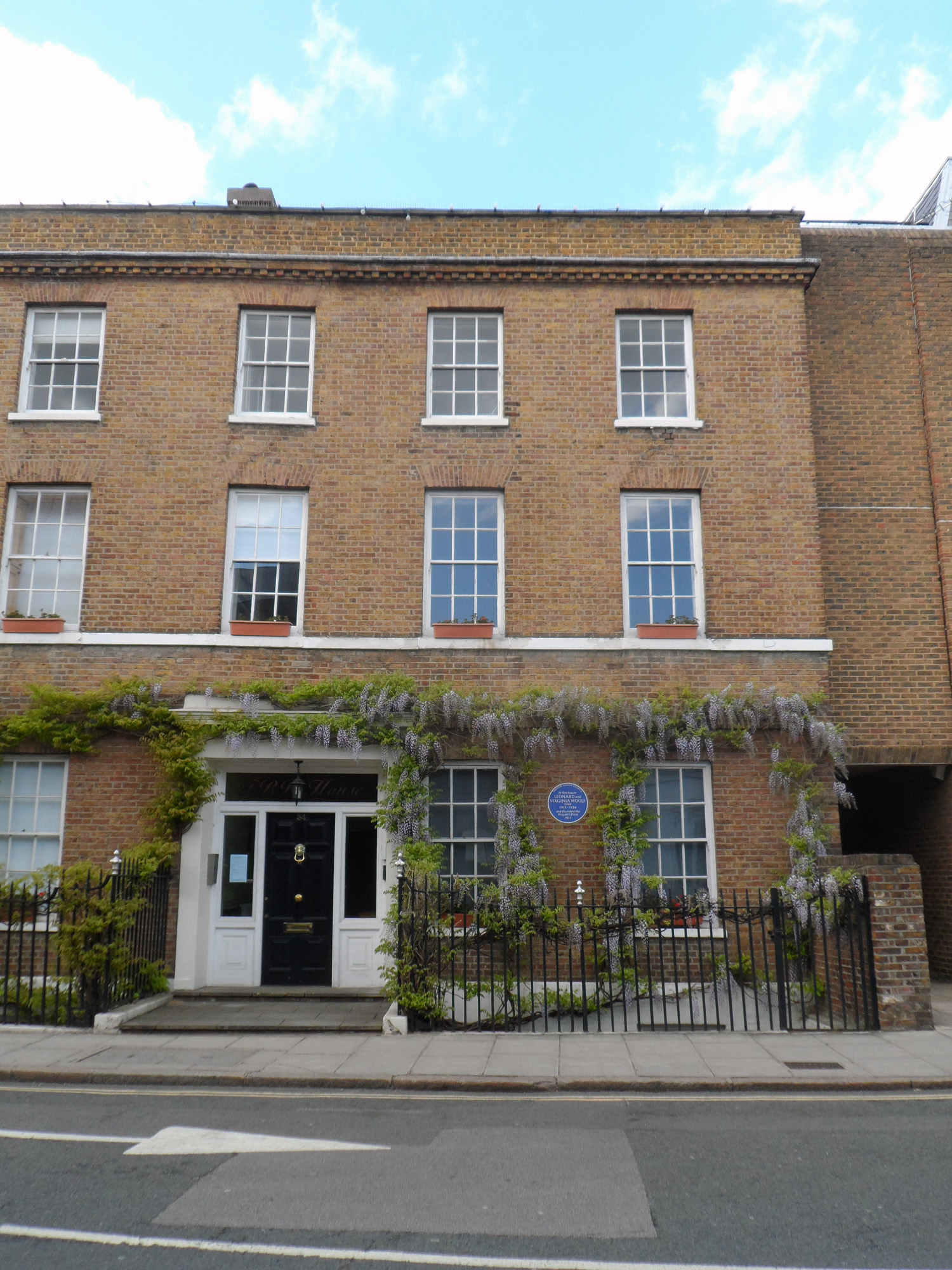
Dům V Richmondu, kde v roce 1923 žili manželé Woolfovi.

Laura Brown je v  hotelovém pokoji s knihou Paní Dallowayová a lahvičkou prášků na spaní. Před tím prožila trapnou scénu s hotelovým zřízencem. Vyděsí ji vlastní myšlenky na sebevraždu.
Virginia Woolfová na procházce také přemýšlí o sebevraždě. Andělský hlas ji vábí k řece. Přichází Leonard a svěřuje se Virginii, že měl strach, že ji najde mrtvou, a že bude muset vysvětlovat její sestře Vanesse, že nedokázal zabránit její sebevraždě. Virginia je tím dojata. Ve svém ateliéru, slyší dětské hlasy. Na zahradě nachází svou sestru Vanessu s jejími třemi dětmi, jak pohřbívají mrtvého ptáčka. Virginia se s vervou pouští do kopání hrobu. Vanessa si uvědomuje závažnost duševní nemoci své sestry.
Clarissa navštěvuje Richarda v jeho bytě. Cestou potkává Richardova bývalého přítele Louise a vzpomínají na před lety společně prožité prázdniny. Richard se právě chystá vyskočit z okna. Clarissa se ho snaží přesvědčit, aby to nedělal. Připomíná mu jeho spisovatelské ambice. Richarda ale nepřesvědčí, vyznává jí lásku a vyskočí z okna.
Clarissa utíká k Richardově tělu na ulici, současně Laura ujíždí z hotelu po pasadenské dálnici a Virginia si u ptačího hrobu uvědomuje, že ji opouští zdravý rozum. Všechny tři ženy mají pocit, že se topí.
Laura jede převzít syna Richieho od chůvy, paní Latchové. Richie se svěřuje matce, že měl strach, že ji už neuvidí. Lauřin manžel Dan se vrací domů, je nadšen narozeninovým dortem a vyznává se, že rodina mu přináší opravdové štěstí.
U jídelního stolu v domě Woolfových Virginia děkuje Leonardovi za štěstí, které jí dal.
Richardovi přítelé se scházejí na večírku v Clarissině bytě. Clarissa si vyčítá, že nedokázala Richarda zachránit ale Sally ji utěšuje. Na večírek přichází i Laura Brownová a vychází najevo, že je Richardovou matkou. Lituje, že jako matka selhala.
Clarissa, Laura a Virginia se spolu setkávají v prostoru mimo čas a místo. Jsou překvapeny skutečností, že existují lidé, kteří se cítí stejně osaměle jako ony.